# Bundesverband der Natur- und Waldkindergärten
Der Bundesverband der Natur- und Waldkindergärten in Deutschland e.V. (BvNW) ist ein ehrenamtlicher, gemeinnütziger Verband, der die Interessen der über 2000 Natur- und Waldkindergärten in Deutschland vertritt.

## Aufgaben
Der BvNW setzt sich dafür ein, dass Naturpädagogik als Bildungswert etabliert wird und sichert den Natur- und Waldkindergärten durch Lobbyarbeit auf Bundesebene und Zusammenarbeit auf Länderebene einen Platz in der Bildungslandschaft. Ziel ist es auch, die Kräfte der Natur- und Waldkindergärten und Gründungsinitiativen zu bündeln und sie zu vernetzen.

## Schwerpunkte der Arbeit
- Beratung, Gründungshilfen und Konzepte für Natur- und Waldkindergärten
- Vernetzung und Austausch von Natur- und Waldkindergärten national und international
- Lobbyarbeit und Interessenvertretung bundesweit
- Natur- und Umweltbildung sowie Weiterbildungen

## Geschichte
Hervorgegangen ist der BvNW im Jahr 2000 aus dem Bundesarbeitskreis der Natur- und Waldkindergärten. Die Mitglieder des Arbeitskreises waren auch gleichzeitig an der Gründung und Leitung der ersten Natur- und Waldkindergärten in Deutschland beteiligt. Seit 1996 treffen sich Vertreter der Natur- und Waldkindergärten jährlich zu Fachtagungen. Die Teilnehmer arbeiten in verschiedenen Arbeitsgruppen an spezifischen Themen wie Psychomotorik, Weiterbildungskonzepten, Elternarbeit, Gründungsberatung und einer bundesweiten Zusammenarbeit. 2013 fand unter Federführung des BvNW der erste internationale Kongress der Natur- und Waldkindergärten in Berlin statt.